# Coenonympha dorilis
Coenonympha dorilis är en fjärilsart som beskrevs av Moritz Balthasar Borkhausen 1788. Coenonympha dorilis ingår i släktet Coenonympha och familjen praktfjärilar. Inga underarter finns listade i Catalogue of Life.